# Matti Heikkinen
Matti Heikkinen, född den 19 december 1983 i Kajana, är en finländsk längdåkare.
Hans första "topp tio"-placering i världscupen kom då han slutade nia vid 15 km klassisk stil vid tävlingar i Lahtis 2008. Han deltog vid VM 2009 där han blev bronsmedaljör i både 15 km klassisk stil och stafett. Han slutade även på elfte plats i dubbeljakten och 38:a på 50 km. 
Vann sin första världscuptävling den 12 december 2009 då han vann 15 km fristil i Davos.
Under Tour de Ski 2010/2011 vann Heikkinen dubbeljakten i tyska Oberstdorf med exakt en sekund före Dario Cologna från Schweiz.
Heikkinen tog ett VM-guld under VM 2011 i Holmenkollen i 15 km klassiskt före två norrmän.
Han blev trea i 50 km fri stil under VM i Lahtis 2017 efter att ha spurtat ner norrmannen Martin Johnsrud Sundby. Han körde även sistasträckan i stafetten 4x10 km. Det finska laget hängde med i medaljkampen till upploppet men i sista kurvan föll Heiķkinen på sina egna skidor och Finland slutade på femte plats.
Heikkinen var även med i OS i Pyeongchang 2018 där han som bäst kom på en tiondeplats.
Heikkinen deltog i VM i Seefeld 2019 där han blev tolva i skiathlonen, fyra i stafetten samt elva på femmilen. Han meddelade också efter avslutad femmil att hans 26 år långa skidkarriär nu var över.